# Claudius Saunier

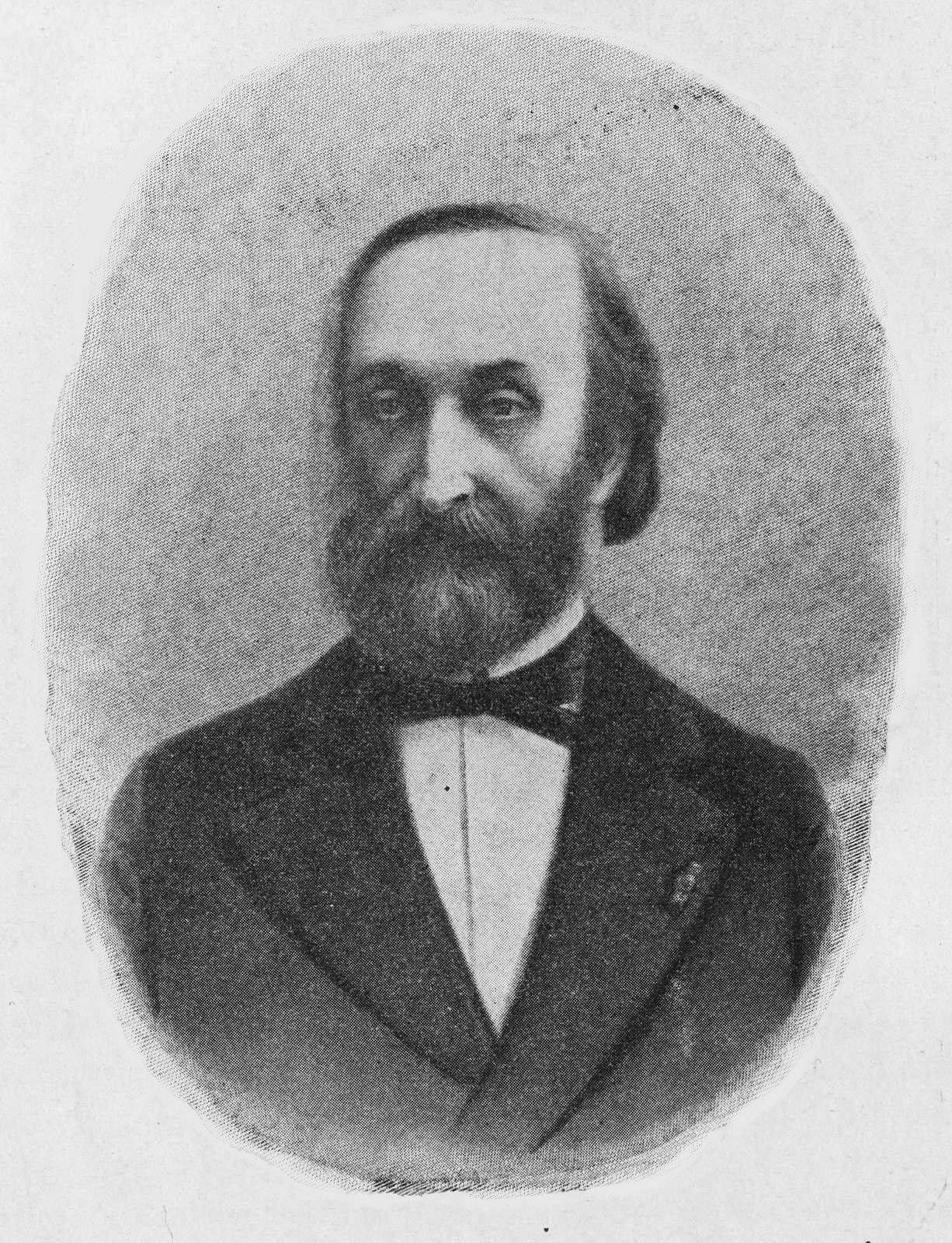
Claudius Saunier

Claudius Saunier (* 17. April 1816 in Mâcon; † 25. Oktober 1896 in Paris) war ein französischer Uhrmacher und Fachlehrer.

## Leben
Claudius Saunier wurde als Sohn eines Weingroßhändlers in Mâcon geboren. Dort besuchte er die von Professor Henriot im Jahr 1830 gegründete Uhrmacherschule. Im Jahre 1836 wurde die Schule geschlossen. Der kurze Bestand dieser Schule zwang ihn 1836, seine Lehrzeit in der Schweiz zu vollenden. 1841 kehrte er nach Mâcon zurück; mit Hilfe des Stadtrates eröffnete er die geschlossene Uhrmacherschule erneut und blieb an deren Spitze bis 1848. Durch die damaligen politischen Ereignisse gezwungen, wurde die Schule im Jahr 1848 wieder geschlossen. Saunier kehrte, unter dem Verlust seines Vermögens, seiner Heimatstadt den Rücken und siedelte nach Paris um, wo er bis zu seinem Lebensende tätig war.
Er verstarb am 25. Oktober 1896 im hohen Alter von achtzig Jahren.

## Leistungen
Im Jahre 1854 erschien sein erstes Buch: Handbuch der Hemmungen und Eingriffe.

1855 begründete Saunier die Revue chronometrique, das älteste Fachblatt der Uhrmacherei.

1858 folgte das Werk Die Zeit und ihre Messung in älterer und neuerer Zeit.

In den Jahren 1859 bis 1870 ließ Saunier seinen Uhrmacherkalender erscheinen.

1870 gab er sein Praktisches Handbuch für Uhrmacher und seine Sammlung praktischer Arbeitsmethoden heraus, welchem kurz darauf auch das schöne und berühmte Werk Lehrbuch der Uhrmacherei folgte, an dessen Vollendung Saunier 15 Jahre lang arbeitete. Für das fertiggestellte Buch erhielt er im Jahre 1870 als hohe Staatsauszeichnung das Kreuz der Ehrenlegion. Das Buch wurde durch Karl Moritz Großmann auf Deutsch übersetzt.
Im Jahr 1880 erschien seine Histoire de la mesure du Temps, die „Geschichte der Zeitmesskunst“.